# Z-Brats
Palmarès
voir ici
Z-Brats est un clan de catcheurs heels appartenant à la Dragon Gate, une fédération de catch japonaise, fondée le 4 février 2022 par les membres restants de R.E.D, Shun Skywalker, Diamante, H.Y.O, BxB Hulk,Kai et SB KENTo après qu'ils se sont tous retournés contre leur ancien leadeur, Eita.

## Carrière

### Histoire (2022)
Au cours de l'année 2021, Eita commence à apparaître à la Pro Wrestling Noah, formant là-bas le clan Los Perros del Mal de Japón, ce qui provoqua une rupture entre lui et H.Y.O,. Le 12 janvier 2022, Eita et Kaito Ishida commencent à s'éloigner eux-mêmes de H.Y.O avant de remporter le Open the Triangle Gate Championship pour la deuxième fois après avoir vaincu MASQUERADE (Jason Lee, Kota Minoura et Shun Skywalker). Après le match, Shun Skywalker quitte Masquerade, ce qui conduit H.Y.O à l'inviter à rejoindre R.E.D, ce que Skywalker accepte. Cependant, Eita et Ishida sont contre son ajout et Eita essaie d'expulser H.Y.O, conduisant le reste du groupe à se retourner contre eux et Shun Skywalker à devenir le nouveau membre du clan. Le 5 février, à la suite du départ d'Eita, H.Y.O et SB KENTo ont décidé de changer le nom du clan qui s'appellera dorénavant Z-Brats, afin de se démarquer du concept de R.E.D créé par Eita. Plus tard dans la soirée, Kai conserve le Open the Dream Gate Championship contre Takashi Yoshida.

### Leadership de Kai (2022-...)
Le 20 février, BxB Hulk, H.Y.O et Shun Skywalker représentent le clan dans un tournoi pour couronner les nouveaux Open the Triangle Gate Champions. Lors du tournoi, ils battent Riki Iihashi, Ishin Iihashi et Takuma Fujiwara en demi-finale, avant de perdre contre Natural Vibes (Kzy, Jacky "Funky" Kamei et Yuta Tanaka) en finale.
Le 23 mars, H.Y.O, SB KENTo et Shun Skywalker effectuent leurs débuts à la Pro Wrestling NOAH en attaquant Alejandro, Daisuke Harada et Junta Miyawaki, avant de les défier pour un match à l'événement Majestic qui aura lieu le 29 avril.
Lors de Dead or Alive 2022, Diamante et Shun Skywalker battent Dragon Dia et Yuki Yoshioka et remportent les Open the Twin Gate Championship,.
Lors de The Gate Of Destiny 2022, Kai, Shun Skywalker et Masked Z qui s'est révélé être Ishin Iihashi battent M3K (Masaaki Mochizuki, Susumu Mochizuki et Mochizuki Junior) et remportent les Open the Triangle Gate Championship. Après le match, Ishin Iihashi se renomme ISHIN.
Le 2 décembre, BxB Hulk et Kai battent D'courage (Dragon Dia et Madoka Kikuta) et remportent les Open the Twin Gate Championship pour la deuxième fois. Le 4 décembre, ils perdent les titres contre Natural Vibes (Big Boss Shimizu et Kzy).

## Membres du groupe
| Identité,      | Arrivée         | Départ          | Notes                               |
| -------------- | --------------- | --------------- | ----------------------------------- |
| Diamante       | 4 février 2022  |                 |                                     |
| H.Y.O          | 4 février 2022  |                 |                                     |
| BxB Hulk       | 4 février 2022  | 11 janvier 2023 |                                     |
| Kai (Leader)   | 4 février 2022  |                 | 1 fois Open the Dream Gate Champion |
| SB KENTo       | 4 février 2022  | 31 juillet 2022 |                                     |
| Shun Skywalker | 4 février 2022  |                 |                                     |
| ISHIN          | 6 novembre 2022 |                 |                                     |

## Palmarès
- Dragon Gate
  - 2 fois Open the Dream Gate Championship – Kai (1) et Shun Skywalker (1, actuel)
  - 1 fois Open the Brave Gate Championship – H.Y.O
  - 2 fois Open The Twin Gate Championship – Diamante et Shun Skywalker (1) et BxB Hulk et Kai
  - 1 fois Open the Triangle Gate Championship – ISHIN, Kai et Shun Skywalker

- Major League Wrestling
  - 1 fois MLW Middleweight Championship – Shun Skywalker